# Schietsport op de Paralympische Zomerspelen 2008
Op de XIIIe Paralympische Spelen die in 2008 werden gehouden in het Chineese Peking was schietsport een van de 20 sporten die werd beoefend.
Er waren geen Nederlandse en Belgische schutters aanwezig op deze Paralympics

## Evenementen
Er stonden bij het schieten 12 evenementen op het programma, 3 voor de mannen, 3 voor de vrouwen en 6 gemengde evenementen.
mannen
- Luchtgeweer, staand - SH1
- Vrij geweer, 3x40 - SH1
- Luchtpistool, SH1

Vrouwen
- Luchtgeweer, staand -SH1
- Sportgeweer, 3x20 - SH1
- Luchtpistool, SH1

Gemengd
- Luchtgeweer, staand - SH2
- Luchtgeweer, liggend - SH1
- Luchtgeweer, liggend - SH2
- Vrij geweer, liggend - SH2
- Sportpistool,  SH1
- Vrij pistool,  SH1

## Mannen

### Luchtgeweer
| Klasse | Onderdeel | Punten | land | Goud            | land | Zilver      | land | Brons        |
| ------ | --------- | ------ | ---- | --------------- | ---- | ----------- | ---- | ------------ |
| SH1    | staand    | 700.5  | SWE  | Jonas Jacobsson | GER  | Norbert Gau | SLO  | Franc Pinter |

### Luchtpistool
| Klasse | Punten | land | Goud                | land | Zilver          | land | Brons      |
| ------ | ------ | ---- | ------------------- | ---- | --------------- | ---- | ---------- |
| SH1    | 672.4  | RUS  | Valeriy Ponomarenko | RUS  | Sergey Malyshev | KOR  | Ju Hee Lee |

### Vrij geweer
| Klasse | Onderdeel | Punten | land | Goud            | land | Zilver        | land | Brons     |
| ------ | --------- | ------ | ---- | --------------- | ---- | ------------- | ---- | --------- |
| SH1    | 3x40      | 1264.3 | SWE  | Jonas Jacobsson | ISR  | Doron Shaziri | CHN  | Chao Dong |

## Vrouwen

### Luchtgeweer
| Klasse | Onderdeel | Punten | land | Goud                | land | Zilver             | land | Brons             |
| ------ | --------- | ------ | ---- | ------------------- | ---- | ------------------ | ---- | ----------------- |
| SH1    | staand    | 494.8  | SVK  | Veronika Vadovicova | GER  | Manuela Schmermund | PUR  | Nilda Gomez Lopez |

### Luchtpistool
| Klasse | Punten | land | Goud       | land | Zilver         | land | Brons            |
| ------ | ------ | ---- | ---------- | ---- | -------------- | ---- | ---------------- |
| SH1    | 467.7  | CHN  | Haiyan Lin | KOR  | Aee Kyung Moon | RUS  | Natalia Dalekova |

### Sportgeweer
| Klasse | Onderdeel | Punten | land | Goud       | land | Zilver      | land | Brons         |
| ------ | --------- | ------ | ---- | ---------- | ---- | ----------- | ---- | ------------- |
| SH1    | 3x20      | 676.9  | KOR  | Yun Ri Lee | KOR  | Im Yeon Kim | CHN  | Cuiping Zhang |

## Mannen

### Luchtgeweer
| Klasse | Onderdeel | Punten | land | Goud         | land | Zilver        | land | Brons           |
| ------ | --------- | ------ | ---- | ------------ | ---- | ------------- | ---- | --------------- |
| SH1    | liggend   | 704.9  | GBR  | Matt Skelhon | CHN  | Cuiping Zhang | KOR  | Jae Yong Sim    |
| SH2    | liggend   | 705.3  | KOR  | Ji Seok Lee  | FRA  | Raphael Voltz | SWE  | Viktoria Wedin  |
| SH2    | staand    | 704.3  | KOR  | Ji Seok Lee  | FRA  | Raphael Voltz | NZL  | Michael Johnson |

### Vrij pistool
| Klasse | Punten | land | Goud          | land | Zilver     | land | Brons               |
| ------ | ------ | ---- | ------------- | ---- | ---------- | ---- | ------------------- |
| SH1    | 644.9  | KOR  | Sea Kyun Park | KOR  | Ju Hee Lee | RUS  | Valeriy Ponomarenko |

### Vrij geweer
| Klasse | Onderdeel | Punten | land | Goud            | land | Zilver        | land | Brons     |
| ------ | --------- | ------ | ---- | --------------- | ---- | ------------- | ---- | --------- |
| SH1    | liggend   | 695.8  | SWE  | Jonas Jacobsson | CHN  | Cuiping Zhang | CHN  | Chao Dong |

### Sportgeweer
| Klasse | Punten | land | Goud              | land | Zilver     | land | Brons               |
| ------ | ------ | ---- | ----------------- | ---- | ---------- | ---- | ------------------- |
| SH1    | 774.7  | RUS  | Andrey Lebedinsky | CHN  | Jianfei Li | RUS  | Valeriy Ponomarenko |